# MILF

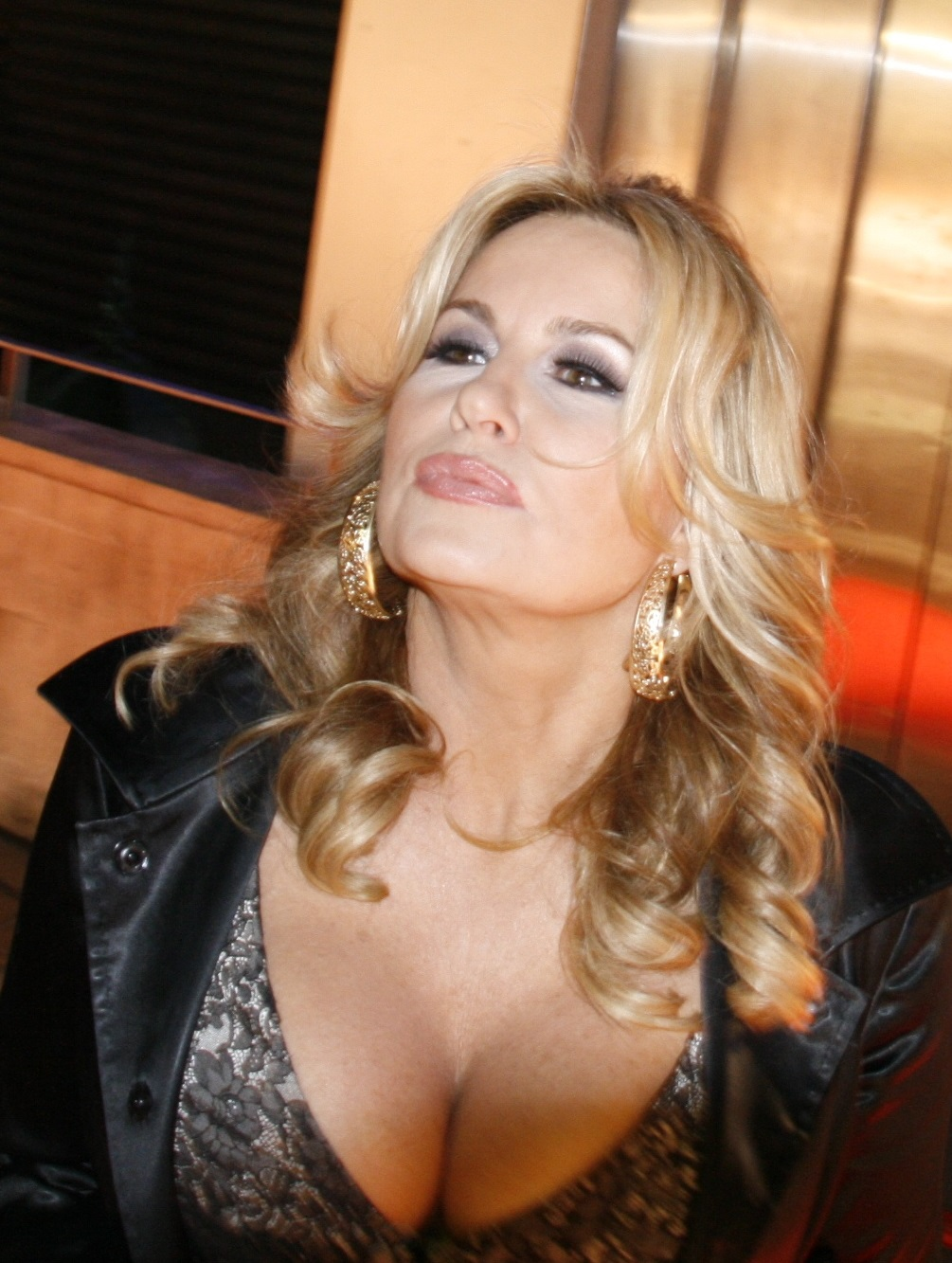
Мама Стіфлера, персонаж комедії Американський пиріг у виконанні Дженніфер Кулідж, посприяла популяризації терміну «MILF»

MILF (акронім від англ. mother I'd like to fuck, укр. мама, з якою я хотів би переспати), мілфа — вульгарне сленгове позначення жінок. Зустрічаються менш грубі трактування: «мама, яку я хотів би знайти» (англ. mother I'd like to find) або «мама, з якою я не проти подуріти» (англ. mother I'd like to fool-around-with).

## Використання
MILF позначає сексуально привабливу жінку, у віці приблизно 35-50 років, не обов'язково фактичну матір. Термін використовувався в сленгу студентів коледжу на Західному узбережжі Америки на початку 1990-х і вперше був записаний у 1995 році лінгвісткою Лорел А. Саттон у колекції гендерних досліджень зі значенням «мама, яку я хотів би трахнути». Слово ходило протягом кількох років в Інтернеті. Термін став популярним завдяки фільму Американський пиріг (1999), де головну героїню Джанін Стіфлер («Мама Стіфлера») називали MILF. Роль виконала 38-річна акторка Дженніфер Кулідж. Крім того, термін був використаний у фільмі «Неймовірні пригоди Біла і Теда» (1989). З того часу поняття «MILF» використовувався як назва різноманітних однойменних серій порнофільмів, а зараз використовується як назва жанру порнографії, присвяченого жінкам середнього віку. В наш час використовується написання «Мілф» без великих літер.

## Подібні терміни
Термін «смачненька мамуся» (англ. yummy mummy) також використовується поряд з «мамочка». Оксфордський словник англійської мови визначає цей термін, як «приваблива і стильна молода мама».
Хоча ще не настільки поширені в масовій культурі в цілому, форми DILF (для «Тато/Татусь, якого я хотів би трахнути», англ. Dad/Daddy I'd Like to Fuck) або FILF (для «Батько, якого я хотів би трахнути», англ. Father I'd Like to Fuck) використовуються для позначення сексуально привабливого старшого чоловіка, який, ймовірно, є батьком.
Терміни GILF (від «бабуся, яку я хотів би трахнути», англ. Granny I'd Like to Fuck) та срібна лисиця (англ. silver fox) стосуються привабливих, сексуальних жінок старшого віку (55+), незалежно від їхнього дітородного статусу. Срібна лисиця може стосуватися і чоловіків.

## У масовій культурі
- У 2004 році Гурт Fountains of Wayne випустив музичний кліп на пісню Stacy's Mom, у якому Рейчел Гантер знялася в ролі «мілф». Гурт Pungent Stench випустив пісню Got MILF? у своєму альбомі Ampeauty.
- У фільмі 2004 року «Вишибайли» із Беном Стіллером у головній ролі MILF — це назва команди під час фінального турніру з доджболу в Лас-Вегасі.
- MILF у серіалі Косяки як назва одного із сортів марихуани, вирощеної Конрадом (Сезон 2, Епізод 8: MILF money), MILF-косяк на честь його винахідника, яку грає Мері-Луїза Паркер, яка, на його думку, є таким сортом.
- Феномен «MILF» також відображається в літературі[6] або в телешоу, таких як «Відчайдушні домогосподарки», «Справжні домогосподарки округу Орандж» і конкурс «Найгарячіша мама Америки». Крім чашок для кави, продаються і футболки з написом «got milf?» або «MILF in Training». Брітні Спірс, серед інших, викликала фурор, одягнувши останню сорочку під час своєї першої вагітності.
- 2007 року авіакомпанія Spirit Airlines розпочала рекламну компанію з назвою «MILF», що означає «Багато островів, низькі ціни» (англ. Many Islands, Low Fares).
- У 2007 році американська телевізійна мережа The CW створила пілот комедійного серіалу під назвою MILF & Cookies. Серіал, створений Ренді Меєм Сінгер, Вілом Смітом і Джадою Пінкетт-Сміт, розповідає про чотирьох матерів-одиначок, які живуть в одному житловому комплексі зі своїми дітьми.
- Пісня Торі Амос «Big Wheel» в її альбомі American Doll Posse 2007 року звертається до себе (або персонажки з її пісні) як до MILF.
- 10 квітня 2008 року на каналі NBC вийшов епізод MILF Island з серіалу Тіни Фей «30 потрясінь», заснований на неіснуючому телесеріалі під назвою «MILF-Island».
- 2008 року американський порнографічний телеканал Hustler випустив порновідео з назвою «Хто є Нейлін Пейлін? Пригоди хокейної MILF» (англ. Who's Nailin 'Paylin? Adventures of a Hockey MILF). Головну роль у ньому виконала MILF-зірка Ліза Енн.
- Під час президентської виборчої кампанії в США 2008 року був створений термін VPilf (Vice Presidents I'd like to Fuck). За матеріалами MILF титул отримала кандидатка у віцепрезиденти від Республіканської партії Сара Пейлін. Пародійний порнофільм Who's Nailin' Paylin? У підзаголовку «Пригоди хокейної матусі» йдеться про заяви Пейлін (вона назвала себе хокейною мамою).
- У 19-му епізоді 6-ї серії телекомедії Клініка доктор Тодд Квінлен з'являється одягненим у майку з написом «GILF» спереду і малюнком бабусі біля неї. Знайомі з цим персонажем, а зокрема з його схильністю до сексуальної інсинуації, легко розшифрують акронім «GILF», як «бабуся, яку я хотів би трахнути» (англ. granmother I'd like to fuck).
- Під час весілля принца Вільяма та Кейт Міддлтон термін QILF (Queen I'd like to fuck)[7] був поширений як онлайн-жаргон, особливо в інтернет-блогах і Facebook; Вираз PILF (Принцеса …).[8] Зараз продаються футболки з таким слоганом. Королеву Йорданії Ранію також називають QILF. Подібним чином, привабливі зірки середнього або старшого віку, такі як Девід Бекхем, Кріштіану Роналду чи Брюс Вілліс, у відповідній бульварній пресі чи журналах про сцени називаються DILF.[9]
- Британський журнал The Economist отримав лист від літньої пари, в якому та поцікавилася, що таке MILF. Цю абревіатуру нідерландсько-італійська пара вичитала в номері журналу і здивувалася: попри свій «значний» досвід в сексуальних стосунках, ніхто з них терміну не знав. «Хоча це найбільш частий запит на порносайтах як в Нідерландах, так і в Італії, ми й гадки не маємо, до чого він відноситься і що це за практика може бути», — йдеться в листі, який прийшов до редакції звичайною поштою. Пара попросила «просвітити» їх в цьому питанні, оскільки «ніколи не пізно спробувати щось новеньке і приємне», тим більше в такому віці соромно бути неосвіченими в подібних питаннях. Лист опублікував у Твіттері журналіст The Economist Том Вейнрайт.[10]

## Порнографія
Відомі серії фільмів у жанрі MILF включають MILFs Like It Big, My Friend's Hot Mom, It's a Mommy Thing! , Dirty Rotten Mother Fuckers, Seasoned Players, MILF Performers of the Year, Momma Knows Best, Moms Bang Teens, MILF Lessons і MILF Soup від Bangbros, MILF Cruiser або Diary of a MILF від Naughty America, Big Titty MILF від Devils Film і Pure MILF від Pure Passion.
Відомі фільми цього жанру включають 40 ans, Tentations d'une Femme Mariée, французький порнографічний повнометражний фільм режисерки Лізель Бейлі 2019 року. Він переміг у номінації «Найкраща постановка MILF» на AVN Awards 2020. 40 ans, Déjà Veuve, французький порнофільм того ж режисера. Stepmom Swap, виробництво Digital Playground (2016), Housewives of Amber Lane (Wicked Pictures, 2007), Octomom Home Alone (Wicked Pictures, 2012), MILF POV Fantasy, виробництво POV Evil Angel, (2019).
Такі серіали, як Legend's MILF Chocolate та Video Team 's Chocolate MILF, включають переважно афроамериканських акторок, таких як Лейсі Дювалле, Мідорі, Сінамон Лав і Джада Фаєр.
У 2005 році, у віці 40 років, акторка Вікі Ветт отримала AVN Awards за "Найкращу роль у фільмі «Метрополіс». У 2007 році Тері Вайґель відсвяткувала своє 45-річчя у ролі мамочки у фільмі «American MILF».
У 2008 році на так званих «ПорноОскарах», американській премії AVN Awards, вперше було дві номінації на тему MILF: переможцем у номінації «Кращий реліз MILF» став фільм It's a Mommy Thing! (з Ніною Гартлі), а серія фільмів Momma Knows Best з «Кварталу червоних ліхтарів» була відзначена як переможець у категорії «Найкращий серіал про MILF» (зокрема, з Франческою Лі). У 2009, 2010 і 2012 роках серіал «Досвідчені гравці» Тома Байрона був визнаний найкращим серіалом про MILF.
Організація критиків X-Rated щороку, починаючи з 2006 року, визнавала виконавицю «MILF року». На сьогодні в цій номінації були відзначені такі акторки: Джанін Ліндемулдер (2007), Кайлі Айрленд (2008), Джулія Енн (2009, 2011), Ліза Енн (2010), Індія Саммер (2012, 2015), Вероніка Авлув (2013), Франческа Лі (2014), Кендра Ласт (2016), Чері Девіль (2017, 2018), Бріджит Бі (2019).
Джулія Енн була названа виконавицею року MILF на 2011 і 2013 роках AVN Awards.Індія Саммер вигравала нагороди у 2012, 2014 і 2015 роках. У 2016 і 2017 роках нагороду отримувала Кендра Ласт, у 2018 і 2019 роках — Чері ДеВілль, а у 2020 році цю нагороду отримала Алексіс Фокс. У 2021 році нагороду знову отримала Чері Девіль, а у 2022 році — Алексіс Фокс.